# علف عشق (سرده)
علف عشق (نام علمی: Eragrostis) نام یک سرده از تیره گندمیان است.